# Vier schräge Vögel
Vier schräge Vögel ist eine US-amerikanische Krimikomödie aus dem Jahr 1972. Das Drehbuch verwendet die Motive eines Romans von Donald E. Westlake.

## Handlung
John Archibald Dortmunder und seine Leute werden von einem Politiker mit dem Diebstahl eines wertvollen Edelsteins beauftragt. Der in einem Museum befindliche Stein gehörte einst dem Volk des Politikers.
Bei der Durchführung des Plans begehen die Gangmitglieder zahlreiche Fehler. Danach schluckt einer der Gangster, Greenberg, den Diamanten, als er festgenommen wird. Sein Vater findet später den versteckten Stein und deponiert ihn in einem Bankfach, aus dem Dortmunder den Stein holt. Er steigt am Ende lächelnd in das Auto, in dem seine Komplizen warten.

## Kritiken
- Roger Ebert in der „Chicago Sun-Times“ (18. April 1972): Die Filmautoren seien weit davon entfernt, ein perfektes Heist-Movie gemacht zu haben. Zwei-drei Szenen wären jedoch für jeden Film des Genres gut genug.[1]

## Auszeichnungen
- Fred W. Berger und Frank P. Keller wurden 1973 für den Schnitt für den Oscar nominiert.
- William Goldman wurde 1973 für das Drehbuch für den Edgar Allan Poe Award nominiert.